# Burning Bridges (chanson)
Pour les articles homonymes, voir Burning Bridges.
Pistes de Obscured by Clouds
When You're In
(2) The Gold It's in the...
(4)
Burning Bridges est une chanson de Pink Floyd, figurant sur l'album Obscured by Clouds, créée et enregistrée au château d'Hérouville (à côté de Pontoise), en France, en 1972. La chanson a été écrite par Roger Waters et composée par Richard Wright, et elle est chantée par David Gilmour et Richard Wright.

## Crédits
- David Gilmour – guitare, chant
- Nick Mason – batterie, percussions
- Roger Waters - basse
- Richard Wright – orgue, piano, chant

## Liens
- Site officiel de Pink Floyd
- Site officiel de Roger Waters
- Site officiel de David Gilmour